# 노석채
노석채(1971년 6월 9일 ~ )는 대한민국의 배우이자 모델이다.

## 학력
- 단국대학교 연극영화과
- 국립극단 정단원

## 출연 작품

### 연극
- 《거북선아 돌아라》 - 흑전장전 역
- 《수전노》 - 꼴레앙뜨 역
- 《아규정전》 - 쟈오스천
- 《브리타나쿠스》 - 브리타니쿠스
- 《마르고 닳도록》 - 리카르도 역
- 《갈매기》 - 뜨레블레뜨
- 《줄리어스시저》 - 트리보니어스
- 《인생차압》 - 임표훈 역
- 《베니스의 상인》 - 밧사니오 역
- 《귀족놀이》 - 재단사 역
- 《태》 - 사육신 박팽년 역
- 《겨울해바라기》 - 미즈키 역
- 《느릅나무 밑의 욕망》 - 에벤 역
- 《세자매》 - 안드레이 역
- 《느릅나무 그늘의 욕망》 - 에벤 역
- 《키친》- 막스 역
- 《살아보고 결혼하자》 - 강대풍 역
- 《두영웅》- 혜구스님.가토 기요마사 역
- 《반민특위》- 백민태 역
- 《로물루스 대제》- 테오드리히 역
- 《나는거기있었다》- 월리암스상사 역

## 수상
- 2010년 장관표창[1]